# Arachnodes pusillus
Arachnodes pusillus är en skalbaggsart som beskrevs av Lebis 1953. Arachnodes pusillus ingår i släktet Arachnodes och familjen bladhorningar. Inga underarter finns listade.